# 알린 몰도베아누
알린 제오르제 몰도베아누(루마니아어: Alin George Moldoveanu, 1983년 5월 3일~)는 루마니아의 사격 선수로 주 종목은 소총이다. 2012년 하계 올림픽에서 10m 공기소총 금메달을 획득했다.